# Grupo de Média Nacional
O Grupo de Média Nacional (GMN) é uma empresa de média de Timor-Leste. A GMN está sediada em Díli, na Rua D. Boaventura, Nº 8.

## Visão Geral

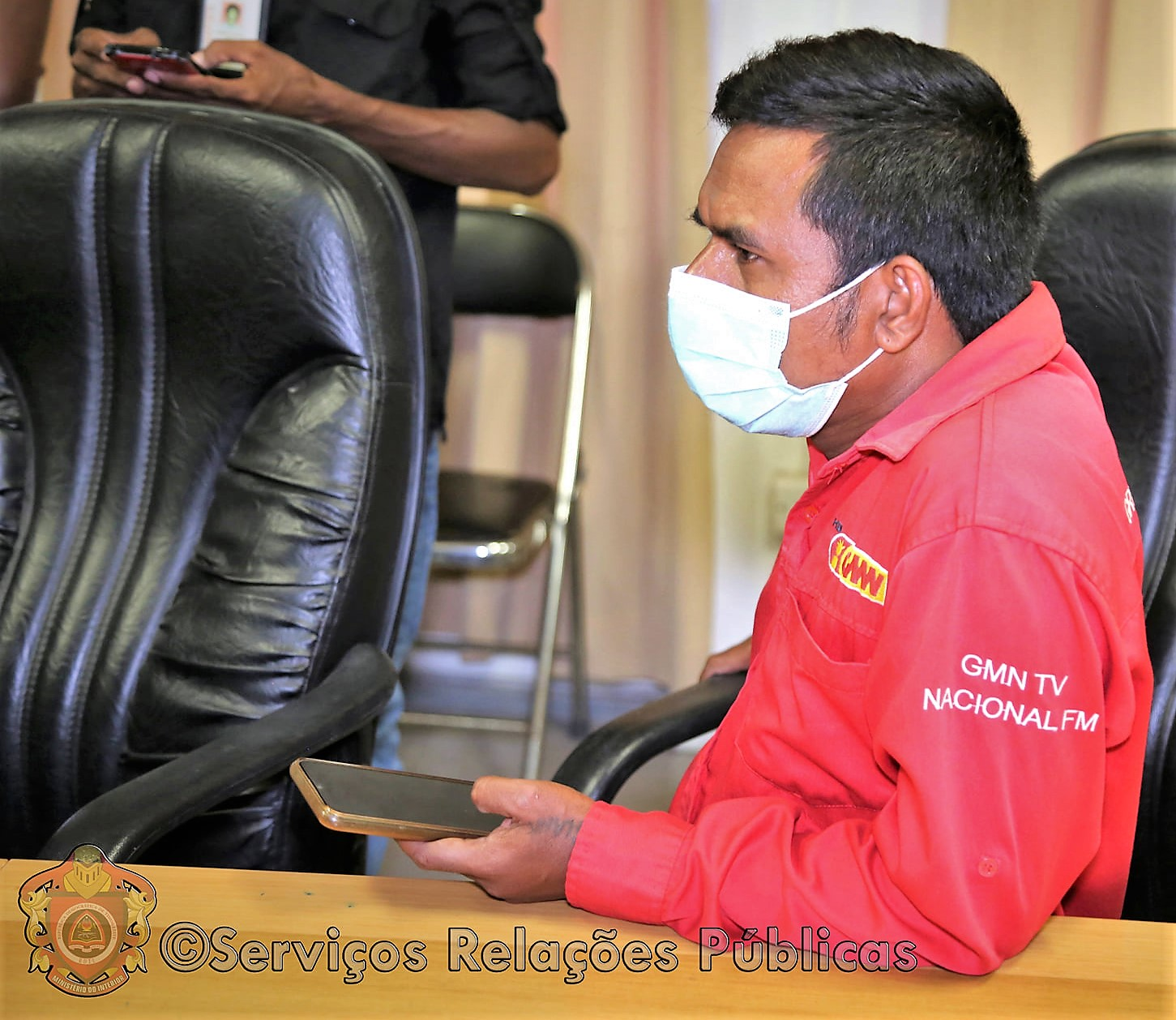
Repórter do Grupo de Média Nacional numa coletiva de imprensa.

A empresa é proprietária do semanário Jornal Nacional-Semanário (abreviado para Semanário) e do jornal diário Jornal Nacional-Diário (Diário Nacional).
No início de 2017, foram inauguradas a emissora de televisão GMN TV e a emissora de rádio Nacional FM, que podem ser recebidas em todo o país e também via satélite.

### Média impressa
Os jornais são publicados em português, tétum e indonésio. Os leitores são timorenses, bem como portugueses e indonésios residentes em Timor-Leste. São vendidos em Díli e comunidades vizinhas.
O Semanário, que existe desde 2003, tem uma tiragem semanal de 1.500 exemplares. O foco do jornal são as entrevistas e os temas da semana.
O Diário Nacional é publicado desde 2005. É publicado de segunda a sexta-feira e tem tiragem semanal de 5.000 exemplares. Prioriza a cobertura de eventos nacionais e internacionais.

### Emissora de rádio
A emissora de rádio Nacional FM transmite 24 horas por dia em 101,1 MHz e também pode ser recebida no Sudeste Asiático e na Austrália . Além de notícias nacionais e internacionais, a rádio transmite suas próprias produções de entretenimento e música. Fala-se tétum e português. Deste modo, o público-alvo da emissora são timorenses e portugueses.

### Emissora de televisão
A GMN TV pode ser sintonizada via sinal terrestre pelo canal 36. Através do satélite de comunicações Telkom 1, a GMN TV atinge todo o Sudeste Asiático e partes do sul da China, norte da Austrália, Nova Caledônia e oeste da Índia na frequência de 3768 MHz. É transmitida 24 horas por dia. O presidente da emissora é Jorge Serrano.
A estação situa-se na Rua Dom Boaventura, em frente ao parque Jardim Infantil, no bairro Bebora, no suco Motael).
Em 2019, a GMN TV se viu obrigada a cancelar uma entrevista que faria com Eurico Guterres, um dos líderes das milícias pró-Indonésia, durante a onda de violência de 1999, após o anúncio ter gerado protestos generalizados nas redes sociais.

### Sítios web
Os websites e as redes sociais do Grupo de Média Nacional são formatados em português, tétum, indonésio e inglês e são continuamente atualizados. Além dos clientes habituais, também são visados aqui os utilizadores falantes de inglês em Timor-Leste e a diáspora timorense.